# أليكس يي
أليكس يي (بالإنجليزية: Alex Yi)‏ (27 فبراير 1982 في الولايات المتحدة - ) هو لاعب كرة قدم أمريكي في مركز الدفاع. لعب مع رويال أنتويرب ونادي دالاس.

## وصلات خارجية
- أليكس يي على موقع الاتحاد الدولي (مؤرشف)  (الإنجليزية)
- أليكس يي على موقع الدوري الأمريكي (الإنجليزية)
- أليكس يي على موقع إي إس بي إن إف سي (الإنجليزية)
- أليكس يي على موقع قاعدة بيانات كرة القدم.إي يو (الإنجليزية)